# Walt Faulkner

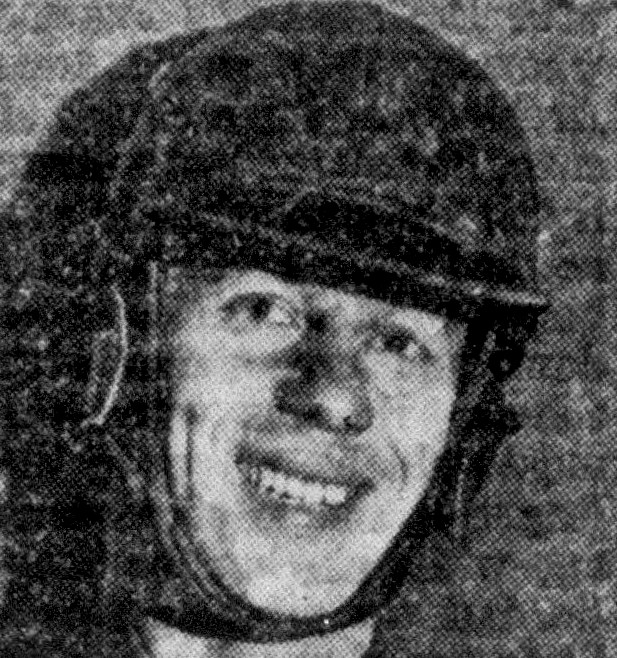
Walt Faulkner in 1942

Walt Faulkner (Tell, Texas, 16 februari 1920 – Vallejo, Californië, 22 april 1956) was een Amerikaans Formule 1-coureur. Hij reed 5 races; de Indianapolis 500 van 1950, 1951 en 1953 tot 1955. Hij was bij de Indianapolis 500 van 1950 de jongste coureur die een race won vanaf pole position.